# Fédération nationale des accidentés du travail et des handicapés
 (juillet 2025).
Si vous disposez d'ouvrages ou d'articles de référence ou si vous connaissez des sites web de qualité traitant du thème abordé ici, merci de compléter l'article en donnant les références utiles à sa vérifiabilité et en les liant à la section « Notes et références ».
La Fédération nationale des accidentés du travail et des handicapés est une association française représentative des personnes accidentées, malades ou handicapées.
Créée en 1921, sous l'appellation de Fédération nationale des mutilés du travail, elle s'adressait initialement aux "mutilés du travail" privés, au début du xxe siècle, de toute reconnaissance et de tout droit, contrairement aux mutilés de guerre reconnus après la grande boucherie de 1914-1918. Elle connut un essor considérable due à son efficacité revendicative, auprès des pouvoirs publics, et juridique en se dotant de conseillers juridiques formés par ses soins pour accompagner et défendre ses adhérents, dans ses groupements départementaux. En 1985, la Fédération des mutilés du travail devient Fédération nationale des accidentés du travail et des handicapés, concrétisant ainsi son ouverture à toutes les catégories d'accidentés et de handicapés. Son journal "Le Mutilé du travail" devient "A part entière" soulignant la revendication d'une pleine citoyenneté des personnes accidentées et handicapées.
Indépendante de toute influence politique, syndicale, philosophique ou religieuse, cette grande fédération nationale, présente sur l'ensemble du territoire, a depuis son origine obtenu de nombreuses avancées au profit des accidentés, des malades et des handicapés en matière d'indemnisation, de réinsertion sociale et professionnelle, de prise en charge médico-sociale, d'appareillage, d'accessibilité. Elle a œuvré au développement de la prévention des accidents, des maladies et du handicap. Elle a obtenu par son action juridique de terrain, coordonnée sur le plan national, une véritable reconnaissance et fait évolué considérablement la jurisprudence dans son domaine d'action.
La FNATH porte la revendication d'une réparation intégrale des préjudices subis par toutes les victimes d'accidents. Elle a fortement contribué à la prise en compte de la dangerosité de l'amiante et à son interdiction en France en 1996. Elle a participé à la création de l'ANDEVA (association nationale des victimes de l'amiante) présidée à son origine par le Secrétaire général de la FNATH, pour améliorer la reconnaissance et l'indemnisation des victimes. 
La FNATH a été reconnue d’utilité publique en 2005. Elle siège dans toutes les instances nationales chargées des problématiques liées à son champ d'action et compte parmi les plus importantes associations nationales de son secteur.
En 2014, elle comptait 77 000 adhérents (source WK-RH) répartis en mille sections locales dans soixante-quinze groupements départementaux et interdépartementaux. 

## Actions
La FNATH possède un réseau de vingt mille bénévoles, qui mènent trois types d'actions :
1. accompagnement de ceux qui doivent faire face à la maladie, à l’accident ou au handicap : soutien psychologique, social (réinsertion professionnelle) et juridique (démarches auprès des services sociaux, des juridictions) ;
2. lobbying en faveur des accidentés auprès des élus locaux, dans les instances et organismes nationaux où la FNATH représente les accidentés (combat en faveur de l'augmentation de leurs ressources, de l'accès à des soins de qualité, du respect des lois sur l’emploi, de l'égalité des chances) ;
3. prévention des risques liés aux accidents du travail[2], aux accidents de la route et aux accidents domestiques auprès des entreprises, des salariés, des pouvoirs publics, des écoles, des discothèques, des mairies.

L'association est présente au niveau local pour assurer ses missions.